# Davidson Ezinwa
Davidson Ezinwa, född den 22 november 1971, är en nigeriansk före detta friidrottare som tävlade i kortdistanslöpning.
Ezinwa främsta merit individuellt är att han blev bronsmedaljör på 60 meter vid inomhus-VM 1997 i Paris. Han var även två gånger i OS-final på 100 meter, både vid Olympiska sommarspelen 1992 (slutade åtta) och vid Olympiska sommarspelen 1996 (slutade sexa). Vidare var han i VM-final 1997 där han blev sexa. 
Som en del av Nigerias stafettlag på 4 x 100 meter har han två gånger blivit silvermedaljör. Vid OS 1992 blev det tillsammans med Oluyemi Kayode, Chidi Imoh, Olapade Adeniken och tvillingbrodern Osmond Ezinwa silver. Fem år senare blev det åter silver, denna gång i lag med Adeniken, Ezinwa och Francis Obikwelu.
1996 avstängdes han för dopning.

## Personliga rekord
- 60 meter - 6,51
- 100 meter - 9,94
- 200 meter - 20,30